# Corlăteni (Rîșcani)
Corlăteni è un comune della Moldavia situato nel distretto di Rîșcani di 5.596 abitanti al censimento del 2004. A Corlăteni, 9 km a nord di Bălți, si trova il secondo aeroporto internazionale civile della Moldavia e uno dei due aeroporti di Bălți: Aeroporto Internazionale di Bălți-Leadoveni.